# Causalité inversée

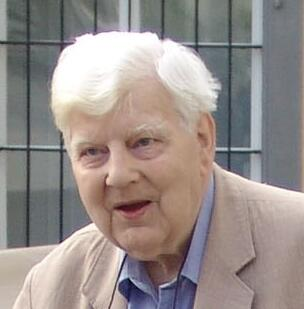
Le philosophe Michael Dummett en 2004, qui a lancé le débat avec son article Can an Effect Precede its Cause? (1954).

La causalité inversée (ou rétrocausalité) est une hypothèse discutée en philosophie, en particulier depuis les années 1950, et en physique (en particulier à l'échelle quantique et avec les spéculations, dans les années 1960 et 70, sur les tachyons, qui se déplaceraient à une vitesse supérieure à celle de la lumière).
Il s'agit de disjoindre la causalité du sens ordinaire du temps, et donc d'affirmer la possibilité qu'une cause future ait un effet au passé, ou en d'autres termes de remettre en cause l'axiome selon lequel toute cause précède temporellement son effet. Il s'agit d'un problème proche, mais distinct, des spéculations sur le voyage dans le temps. La discussion philosophique du problème diffère de sa discussion en physique : le philosophe danois Jan Faye a notamment montré que les arguments à l'encontre de la causalité inversée à l'échelle macroscopique ne valaient pas nécessairement à l'échelle quantique. La discussion philosophique qui suit concerne donc principalement l'échelle « macroscopique ».

## Le problème philosophique
Depuis les Grecs, la philosophie a conçu la causalité inversée comme une contradiction logique dans les termes. Hume est l'un des auteurs ayant formalisé cette hypothèse, en posant l'axiome selon lequel toute cause précède son effet (Enquête sur l'entendement humain, section VII). Ceci fut ensuite élevé par Kant au statut de jugement synthétique a priori, n'ayant besoin d'aucune preuve empirique pour être démontré en tant que nécessairement vrai.
Cependant, au XXe siècle, certains philosophes ont tenté de conceptualiser une causalité inversée ; d'autres, en particulier le jésuite Luis Molina, avaient toutefois abordé ce problème antérieurement, en relation, notamment, avec la prière rogatoire rétrospective (je prie aujourd'hui pour qu'un événement n'ait pas eu lieu hier). Le Talmud a également envisagé une réponse.
Plusieurs objections importantes s'élèvent contre la possibilité de la causalité inversée, dont notamment le paradoxe du grand-père, exposé par l'écrivain René Barjavel dans Le Voyageur imprudent (1943) : si je voyage dans le passé pour tuer mon grand-père, alors je ne suis jamais né, donc je n'ai pu voyager dans le passé pour tuer mon grand-père. L'effet (la mort de mon grand-père et par conséquent ma non-naissance) aurait été causé par une cause future (mon voyage dans le passé).
En 1954, le philosophe Michael Dummett tenta de démontrer la possibilité conceptuelle de la causalité inversée (Can an Effect Precede its Cause?, publié in Proceedings of the Aristotelian Society (en)), sans pour autant affirmer qu'il était effectivement possible de changer le passé. Il faut en effet distinguer entre le fait qu'une cause future puisse influencer le passé, et le fait de changer le passé (cf. la discussion sur Molina ci-dessous) : accepter la causalité inversée, ce n'est qu'admettre la première possibilité, pas la seconde laquelle semble irrationnelle aux yeux de tous les philosophes. En d'autres termes, ceci découle d'une conception réaliste du temps : si l'effet précède sa cause, il existait réellement au moment où il a eu lieu ; il n'a pas été créé de toutes pièces, après coup, par la cause future.
Cela lui attira une objection, la même année et dans la même revue, d'Antony Flew.
Deux ans plus tard, Max Black argumenta aussi pour faire valoir que l'observateur d'un effet pourrait agir afin d'empêcher sa cause à venir, et donc annuler l'effet (on parle du bilking argument). Deux réponses principales ont été apportées à cet argument. On peut en effet dire que, si B ayant eu lieu, l'agent X essaie d'empêcher que sa cause, A, n'advienne, et réussit à le faire, B pourra avoir été causé par un autre événement C (et donc toujours avoir eu lieu). L'autre solution consiste à dire que puisque A est la cause de B, toute tentative d'empêcher que A n'advienne est vouée à l'échec. En ce cas, la causalité ne permettrait plus notre agir instrumental (nous ne pourrions pas manipuler ces causes de façon à prévoir tel effet).
On peut aussi poser le problème ainsi : si un événement A a lieu au temps t1, alors après t1 je dois pouvoir savoir si A a eu, ou non, lieu, indépendamment de l'événement B en t2 qui aurait été soi-disant sa cause. Ainsi, A en t1 ne pourrait être causé par B en t2. Michael Tooley (en) a montré que cet argument présupposait l'axiome de Hume au lieu de le démontrer. En effet, selon lui, l'objection ici apportée contre la causalité inversée ne parvient pas à montrer la fausseté d'énoncés contrefactuels tels que :
- Si E n'a pas eu lieu en t1, alors, s'il avait eu lieu, B en t2 aurait pu le causer. Seul le caractère postérieur de B à A, donc la logique temporelle, nous empêche de penser ceci, ce qui soumet donc la logique de la causalité à la logique temporelle, empêchant de penser celle-là indépendamment de celle-ci, et par suite de démontrer la validité de l'axiome de Hume sans faire appel au présupposé de la flèche du temps[6].
- Si E a eu lieu en t1, qu'est-ce qui nous empêche de penser que s'il n'avait pas eu lieu, il aurait pu être causé par B en t2[6] ?

## Les paradoxes
Le paradoxe de Newcomb a aussi été utilisé pour penser ce problème : mon choix présent peut-il influencer la prédiction passée du devin, laquelle détermine la somme d'argent contenue dans les boîtes entre lesquelles je dois choisir[pas clair] ? Selon la réponse apportée à cette question la solution du paradoxe diffère.
Selon certains auteurs, les paradoxes de boucles de causalité rendent toute conception de la causalité inversée (ainsi que du voyage dans le temps) intrinsèquement incohérente (c'est la position de Hugh Mellor en 1991). Une boucle de causalité consiste à dire : A cause B ; B cause C ; et C cause A. La cause présuppose donc son effet, et on peut donc se demander comment elle a pu advenir. Mais certains affirment qu'une boucle de causalité pourrait être conçue de façon cohérente. La physique inclut des évènements indéterminés un par un, mais qui obéissent à une loi de probabilité. L'observation permet de prédire un effet collectif selon une formulation statistique, mais ne permet pas de détecter un lien causal individuel (il n'existe pas de paramètre caché). Ainsi, la négation de la causalité inversée conduit à refuser à ces évènements considérés individuellement, une raison déterminée. La prise en compte de la causalité inversée permet de considérer la part d'aléatoire des évènements comme déterminée (par une cause postérieure).
Un autre paradoxe, de cohérence, est proche du paradoxe du grand-père : il consiste à se tuer soi-même dans le passé via un effet provoqué par une cause postérieure (causalité inversée et non par voyage dans le temps). Or, si on accepte la causalité inversée, il serait physiquement possible de se tuer dans le passé ; mais ceci est physiquement impossible dans le monde d'où l'on vient, puisque justement on en vient. Le paradoxe vient donc de cette possibilité physique d'agir sur soi via la causalité inversée et de son impossibilité physique (David Lewis (1976) a tenté de répondre à ce paradoxe), sauf à adopter l'interprétation d'Everett dite des mondes multiples.

## Influencer ou agir sur le passé
Pour le jésuite Luis Molina, l'omniscience de Dieu est telle qu'avant même la Création, il sait à l'avance tous les actes que je vais faire, théorie que Molina parvient à concilier avec l'affirmation du libre arbitre. Molina nie que nos actes exercent une influence causale sur la volonté divine, mais accepte une forme d'effet contrefactuel de ceux-là : si j'avais décidé de ne pas faire certaines choses, la connaissance divine aurait été modifiée. Selon le philosophe Alvin Plantinga, ce pouvoir contrefactuel (non causal) peut s'exercer en direction du passé : en fonction de ce que je décide de faire, Dieu choisirait tel état du monde (antérieur à mon choix) plutôt que tel autre.
Une théorie similaire est rendue possible par la théorie des physiciens Daniel Greenberger et Karl Svozil (en) (2005). En bref, elle voudrait qu'il ne soit possible de rétroagir sur le passé que si cette rétroaction n'empêchait pas le présent d'advenir. Donc de n'agir que sur des points locaux et mineurs, voire anecdotiques, n'influençant pas fondamentalement l'Histoire. Une telle solution fait place à une certaine contingence des événements : tous ne sont pas nécessaires ni liés ensemble de façon nécessaire et univoque. On peut encore formuler ceci sous la conjecture de protection chronologique théorisée par Stephen Hawking.

## Une expérience
Une équipe, composée entre autres du professeur Anton Zeilinger, a réussi en 2012 à anticiper la corrélation de deux particules restantes par une mesure de Bell dans le futur liant deux intrications. Ainsi savoir la corrélation avant de la provoquer permet au futur d'envoyer un signal de 0 (pas de mesure de Bell/pas de corrélation) et de 1 (mesure de Bell/corrélation) vers le passé. Il s'agit de ramener le futur (devenu fatal) dans un présent commun où le principe de cohérence de Novikov s'applique.